# Can Vilaró (Montornès del Vallès)
Can Vilaró és una masia al terme municipal de Montornès del Vallès (al Vallès Oriental) protegida com a bé cultural d'interès local.

## Arquitectura
Masia de planta quadrada amb teulada de quatre vessants en el centre de les quals s'hi troba un campanar de reduïdes dimensions. La façana és rectangular, gairebé quadrada, i molts dels seus elements han estat modificats. La porta d'accés troba en el centre, i és constituïda per un arc rebaixat dovellat. Sobre les dovelles superiors hi ha un balcó construït posteriorment amb els bancals fets de blocs de pedra rectangulars i una llinda amb una inscripció gravada. Al seu damunt hi ha una petita finestra. A dreta i esquerra hi ha dues finestres d'estil gòtic formades per un arc conopial decorat amb elements de caràcter geomètric. Sobre elles hi ha dues petites finestres obertes amb posterioritat. La porta de l'esquerra és de l'última reforma, així com les dues finestres inferiors. Disposa a més d'una capella dedicada a santa Joaquima de Vedruna.

## Història
La inscripció gravada a la llinda del balcó diu: Llogarí-Argila 1783. La masia canvià el seu nom quan un jove de la família dels Vilaró es casà amb una pubilla de la família dels Argila de Quadras. L'any 1783 es va fer la restauració. A la llinda de la finestra inferior de l'esquerra s'hi veu la data 1973, en què hi hagué l'última restauració: s'obrí tant el gran finestral de l'esquerra com les dues finestres de la dreta, que foren ampliades; originàriament eren espitlleres.
El mas és documentat el segle xv i el posseïren els membres d'un llinatge de cognom Vilaró fins al segle xviii. A finals d'aquest segle la pubilla, Paula Vilaró es casà amb Llogari d'Argila-de Quadras, cabaler del Mas Quadras de Gurb. Els seus descendents encara el posseeixen. Durant la Guerra Civil en desaparegué l'arxiu.
Hereus del Mas Vilaró
- Paula Vilaró i Font.
- Bonaventura d'Argila-de Quadras i Vilaró.
- Josep d'Argila-de Quadras i Rovira del Villar.
- Antoni d'Argila-de Quadras i Matas.
- Antoni d'Argila-de Quadras i Camarassa.
- Antoni d'Argila-de Quadras i Oliveras.
- Rosa d'Argila-de Quadras i Riera.[2]